# Aprion virescens
Genre
Espèce
L'Aprion verdâtre (Aprion virescens) est un poisson marin de la famille des Lutjanidae et du genre monotypique Aprion. Il est appelé aussi mékoua en Nouvelle-Calédonie et job à La Réunion.

## Description et caractéristiques
C'est un gros poisson carnivore, qui peut atteindre une longueur de 112 cm. 

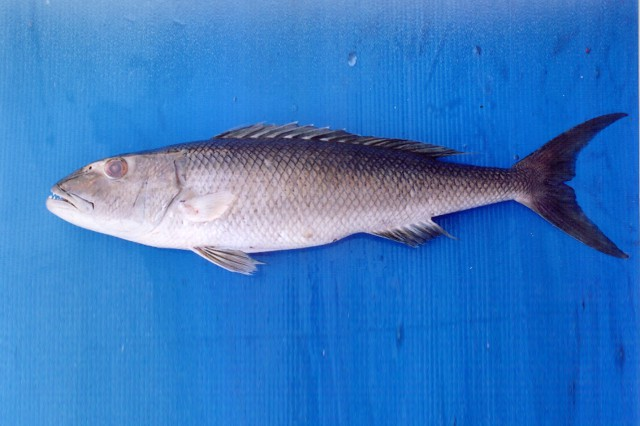
Spécimen pêché
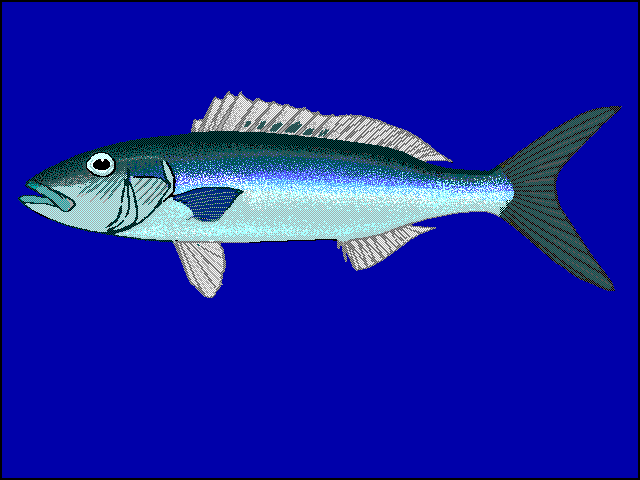
Schéma

## Habitat et répartition
C'est un poisson tropical répandu de l'Afrique de l'Est au Pacifique. Il vit entre la surface et 180 mètres de profondeur. 

## Relations à l'Homme
C'est un poisson important pour la pêche industrielle, mais il peut être dangereux de le consommer, des cas d'intoxication à la ciguatera ayant été signalés.